# Cionn Caslach
Cionn Caslach (en anglès Kincasslagh) és una vila d'Irlanda, al comtat de Donegal, a la província de l'Ulster. Es troba a la Gaeltacht de Na Rosa. Tot i només tenir una població de poc més de 40 persones, el poble ha atret molt l'atenció internacional a causa de l'èxit de la cantant local Daniel O'Donnell.

## Nom

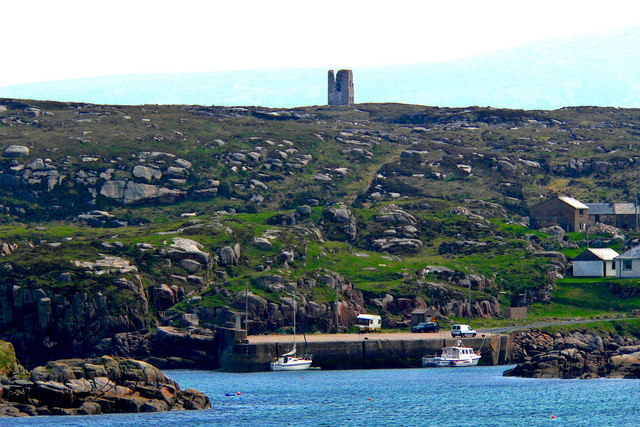
Port i península de Cionn Caslach.

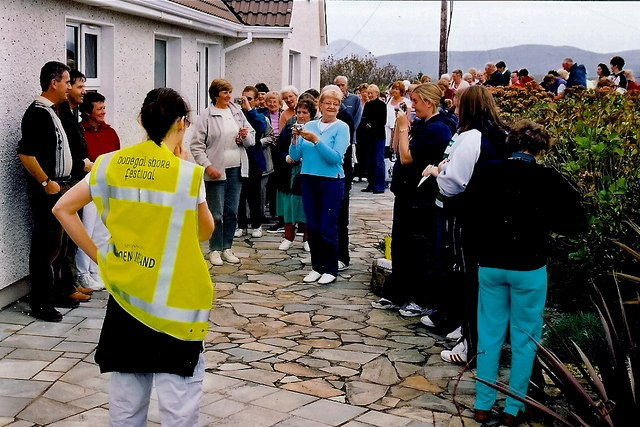
Trobada anual de fans en la "festa del te" a casa de la mare de Daniel O'Donnell a Cionn Caslach.

El nom oficial de la vila és Cionn Caslach o Ceann Caslach, que significa "cap de la petita entrada". A causa de la seva condició de poble Gaeltacht, tots els senyals de trànsit al poble es troben en llengua irlandesa.

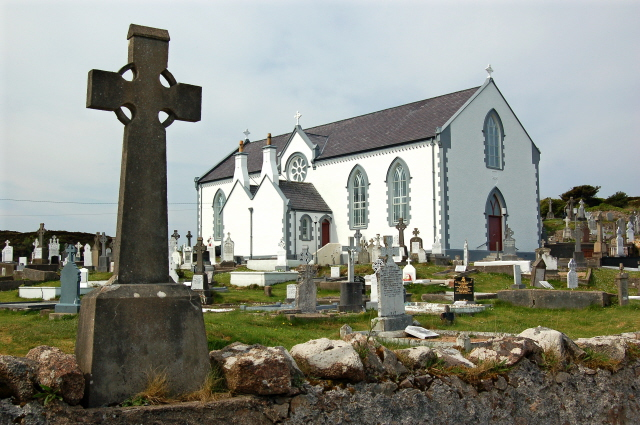
Església catòlica de St. Mary.

## Idioma
Cionn Caslach està a la Gaeltacht la qual cosa vol dir que l'idioma oficial és el gaèlic irlandès. Tanmateix, l'ús de la llengua ha decaigut des de la dècada dels 1950. Avui hi ha molt pocs parlants d'irlandès, la majoria a les viles veïnes de Mullaghduff i Ailt an Chorráin.

## Història
Cionn Caslach té una llarga història d'emigració, la majoria a la resta de l'oest de Donegal. En els anys 1950 i 1960 un gran nombre d'habitants de la zona marxaren a treballar a Anglaterra, Estats Units, Austràlia, i especialment Escòcia.

## Educació
L'escola primària local és Scoil Náisiúnta Béal na Cruite amb 49 alumnes, i l'escola secundària més propera és Rosses Community School a An Clochán Liath.

## Arts
Cionn Caslach és probablement més conegut com a lloc de naixement dels cantants Margo i Daniel O'Donnell. La vila acull cada any la festa del te de Daniel que té lloc a la casa de la seva mare com a part del Donegal Shore Festival, que porta nombrosos fans cada any. La vila fou el decorat exterior usat per a la pel·lícula American Women / The Closer You Get en 2000.